# Саймон Дональдсон
Са́ймон Кіруон До́нальдсон (англ. Simon Kirwan Donaldson; нар. 20 серпня 1957, Кембридж, Англія), — англійський математик відомий роботою над топологією гладких (диференційовних) чотиривимірних многовидів. В наш час[коли?] він — член Лондонського наукового королівського товариства, професор чистої математики і президент Інституту математичних наук Імперського коледжу в Лондоні. У 2010 році він був обраний іноземним членом Королівської шведської академії наук.

## Життєпис
Дональдсон отримав ступінь бакалавра з математики в Пемброк-коледжі у Кембриджі в 1979 році, а у 1980 почав роботу в аспірантурі Вустер-коледжу, Оксфорд, спочатку під керівництвом Найджела Гітчіна, а потім під керівництвом Майкла Атія. Ще аспірантом Дональдсон одержав у 1982 році результат, який приніс йому славу. Цей результат був опублікований у 1983 році у статті Самодуальні з'єднання і топологія гладких 4-многовидів. За словами Атія, стаття «приголомшила математичний світ» (Атія 1986).
У той час як Майкл Фрідман класифікував топологічні чотиривимірні многовиди, робота Дональдсона сфокусувалась на 4-многовидах, що допускають диференційовану структуру, використовуючи інстантони, часткове рішення рівняння Янга-Міллса калібрувальної теорії, яка бере свій початок в квантовій теорії поля. Одні з перших результатів Дональдсона дали жорсткі обмеження на форму перетину гладкого чотиривимірному многовиду. Як наслідок, широкий клас топологічних чотиривимірних многовидів зовсім не допускають будь-якої гладкої структури. Дональдсон також одержав поліноміальні інваріанти в калібрувальній теорії. Це були нові топологічні інваріанти чутливі до основної гладкої структури чотиривимірних многовидів. Вони дозволили вивести існування «екзотичних» гладких структур — деякі топологічні 4-многовиди можуть нести нескінченне сімейство різних гладких структур.
Після отримання ним DPhil ступеня в Оксфордському університеті в 1983 році, Дональдсон був призначений молодшим науковим співробітником в Коледж Олл Соулз, Оксфорд, він провів навчальний рік 1983-84 в Інституті перспективних досліджень в Прінстоні, і повернувся в Оксфорд як Волліс професор математики в 1985 році. У 1999 році він переїхав в Імперського коледжу в Лондоні.

## Нагороди та визнання
- 1998: запрошений доповідач Міжнародного конгресу математиків у Варшаві (Gauge theory and topology)
- 1985: Премія Вайтгеда Лондонського математичного товариства
- 1986: член Лондонського наукового королівського товариства[8]
- 1986: Медаль Філдса
- 1992: пленарний доповідач на Європейському конгресі математиків у Парижі (Gauge theory and four manifold topology)
- 1994: премія Крафорда
- 1998: запрошений доповідач Міжнародного конгресу математиків у Берліні (Lefschetz fibrations in symplectic geometry)
- 2000: член Американської академії наук[9]
- 2006: Міжнародна премія короля Фейсала в галузі науки за його роботу в суто математичній теорії, пов'язаній з фізикою, які допомогли у формуванні розуміння законів матерії на суб'ядерних рівнях.
- 2008: премія Неммерса з математики
- 2009: премія Шао з математики (спільно з Кліффордом Таубсом) за їх численні блискучі внески в геометрію в 3 і 4-х вимірів.
- 2010: Іноземний член Королівської шведської академії наук.[7]
- 2012: Дійсний член Американського математичного товариства[10]
- 2012: Лицар-бакалавр New Year Honours[en][11]
- 2014: Премія за прорив у математиці
- 2014: "Doctor Honoris Causa" Університету Гренобль 1[en]
- 2017: "Doctor Honoris Causa" Мадридського університету
- 2018: пленарний доповідач Міжнародного конгресу математиків в Ріо (Some recent developments in Kähler geometry and exceptional holonomy)
- 2019: Премія Веблена з геометрії
- 2020: премія Вольфа з математики (спільно з Яків Еліашберг)[12]

## Лекції
- Simon Donaldson: 2015 Breakthrough Prize in Mathematics Symposium (англ.)
- Simon Donaldson - The Ding functional, Berndtsson convexity and moment maps (англ.)
- Informal Talk on Kahler-Einstein Geometry, Pt. 1 (англ.)
- Informal Talk on Kahler-Einstein Geometry, Pt. 2 (англ.)
- Informal Talk on Kahler-Einstein Geometry, Pt. 3 (англ.)
- Informal Talk on Kahler-Einstein Geometry, Pt. 4 (англ.)
- Simon Donaldson, Kähler-Einstein Metrics and Geometric Quantization (англ.)
- Volume estimates, Chow invariants and moduli of Kahler-Einstein metrics (англ.)
- Kahler-Einstein Metrics, Extremal Metrics and Stability (англ.)